# Andrea Rumler
Andrea Rumler (* 7. März 1963) ist eine deutsche Ökonomin und seit 2012 Professorin für allgemeine Betriebswirtschaftslehre und Marketing an der Hochschule für Wirtschaft und Recht Berlin (HWR Berlin). Ihre Lehr- und Forschungsschwerpunkte umfassen strategisches Marketing, Geschäftsmodelle und Entrepreneurial Marketing, Nachhaltigkeitskommunikation sowie Forschungsthemen mit Genderbezug.

## Biografie
Andrea Rumler studierte von 1982 bis 1987 Betriebswirtschaftslehre in München, Köln und New York und promovierte 1990 bei Richard Köhler an der Universität zu Köln zum Dr. rer. pol. zum Thema „Konsumentenbezogenes Marktmanagement“.
Bereits während ihrer Promotion arbeitete sie von 1988 bis 1990 als freiberufliche Dozentin am Universitätsseminar der Wirtschaft (USW) im Schloss Gracht. Nach ihrer Promotion begann sie ihre berufliche Laufbahn bei der Verlagsgruppe Bertelsmann International in München. Dort war sie von 1990 bis 1993 zunächst als Assistentin der Geschäftsleitung und später als Marketingleiterin tätig. Anschließend war sie von 1993 bis 1994 geschäftsführende Gesellschafterin bei Modern Living in New York, USA. Im Wintersemester 1995/96 unterrichtete sie an der FH Erfurt, bevor sie von 1997 bis 2012 als Professorin für allgemeine Betriebswirtschaftslehre und Marketing an der Hochschule für Technik und Wirtschaft Berlin arbeitete. 2004 war sie als Fulbright-Stipendiatin am Dickinson College in Carlisle, USA.
Von 2005 bis 2008 war Rumler Mitglied in Expertenteams von EU-Twinningprojekten in Polen und Rumänien zur Korruptionsbekämpfung. In den Jahren 2006 und 2007 absolvierte sie einen Forschungsaufenthalt in Colorado, USA, zum Thema Korruptionsbekämpfung in internationalen KMUs.
Andrea Rumler leitet verschiedene Forschungsprojekte, die aktuelle gesellschaftliche und wirtschaftliche Herausforderungen adressieren. Im Projekt MenoSupport beschäftigt sie sich mit den Bedürfnissen von Frauen in der Wechseljahren und deren Anforderungen an die Arbeitsplatzgestaltung. Im Rahmen des Projekts wurde die erste deutschlandweite Befragung berufstätiger Frauen zu den Auswirkungen von Wechseljahresbeschwerden am Arbeitsplatz durchgeführt. Weitere Forschungsvorhaben umfassen Themen wie die Kommunikation für die Energiewende und den Gender Finance Gap bei Startups.
Seit 2021 ist sie Vorsitzende des Beirats des Marketing Club Berlin. Daneben ist sie seit 2016 als stellvertretende Vorstandsvorsitzende in der G. und H. Murmann Stiftung in der Deutschen Stiftung Denkmalschutz engagiert. Im Verein MTP – Marketing zwischen Theorie und Praxis ist sie als Alumna seit dem Jahr 2000 als Förderprofessorin aktiv. Für die Akkreditierungsgesellschaften FIBAA und AQAS ist sie als Gutachterin im In- und Ausland tätig.

## Publikationen
- Konsumentenbezogenes Marktmanagement. (zugleich Dissertation an der Universität zu Köln), Deutscher Universitätsverlag, Wiesbaden 1990, ISBN 978-3-8244-0058-4.
- mit R. Kreutzer, B. Wille-Baumkauff: B2B Online-Marketing und Social Media. Wiesbaden 2014, ISBN 978-3-658-04694-1.
- A. Pattloch, P. Schuchert-Güler: Digitale Kommunikation. uni-edition, Berlin 2012
- Marcus Stumpf (Hrsg.): Digitale Transformation des Marketing. Uni-Edition, Berlin 2018, ISBN 978-3-947208-07-4.